# Sarcophaga pseudoscoparia
Sarcophaga pseudoscoparia är en tvåvingeart som beskrevs av Kramer 1911. Sarcophaga pseudoscoparia ingår i släktet Sarcophaga och familjen köttflugor.
Artens utbredningsområde är Tyskland. Inga underarter finns listade i Catalogue of Life.